# Championnat de Guadeloupe de football 2018-2019
Navigation
Saison précédente Saison suivante
La saison 2018-2019 du Championnat de Guadeloupe de football est la soixante-cinquième édition de la première division en Guadeloupe, nommée Régionale 1. Les quatorze formations de l'élite sont réunies au sein d'une poule unique où elles s'affrontent deux fois au cours de la saison. Les trois derniers du classement sont relégués et remplacés par les trois meilleurs clubs de seconde division (Régionale 2) à l'issue de la saison.

## Qualifications continentales
Seul le premier du classement final se qualifie pour la phase de poules du Caribbean Club Shield 2020.

## Les clubs participants
- Unité sainte rosienne
- Club sportif moulien (Le Moule)
- Le Phare (Petit Canal)
- Arsenal Club Petit-Bourg
- Solidarité scolaire de Baie-Mahault
- La Gauloise
- Amical Club Marie-Galante (Capesterre de Marie-Galante)
- Stade lamentinois
- UNAR (Union des Artistes du Raizet - Les Abymes)
- AS Gosier
- Red Star (Pointe-à-Pitre)
- Siroco Les Abymes
- L'Étoile de Morne-à-l'Eau
- US Baie-Mahault

## Compétition
Le barème de points servant à établir le classement se décompose ainsi :
- Victoire : 4 points
- Match nul : 2 points
- Défaite : 1 point

### Classement
| Rang | Équipe                              | Pts | J  | G  | N  | P  | Bp | Bc | Diff |
| ---- | ----------------------------------- | --- | -- | -- | -- | -- | -- | -- | ---- |
| 1    | Amical Club Marie-Galante           | 81  | 26 | 16 | 7  | 3  | 42 | 20 | +22  |
| 2    | Club sportif moulien T              | 79  | 26 | 16 | 5  | 5  | 35 | 16 | +19  |
| 3    | US Baie-Mahault                     | 74  | 26 | 13 | 9  | 4  | 50 | 22 | +28  |
| 4    | Le Phare                            | 72  | 26 | 12 | 10 | 4  | 33 | 19 | +14  |
| 5    | Arsenal Petit-Bourg -1              | 69  | 26 | 12 | 7  | 7  | 23 | 18 | +5   |
| 6    | La Gauloise de Basse-Terre          | 63  | 26 | 10 | 7  | 9  | 31 | 23 | +8   |
| 7    | U.S Ste Rose                        | 62  | 26 | 9  | 9  | 8  | 31 | 28 | +3   |
| 8    | Solidarité scolaire de Baie-Mahault | 60  | 26 | 10 | 4  | 12 | 28 | 28 | 0    |
| 9    | Stade Lamentinois P                 | 58  | 26 | 8  | 8  | 10 | 31 | 35 | -4   |
| 10   | AS Gosier P                         | 57  | 26 | 8  | 7  | 11 | 31 | 41 | -10  |
| 11   | UNAR P                              | 50  | 26 | 6  | 6  | 14 | 24 | 34 | -10  |
| 12   | L'Étoile de Morne-à-l'Eau C -1      | 50  | 26 | 7  | 4  | 15 | 30 | 41 | -11  |
| 13   | Siroco Les Abymes                   | 47  | 26 | 6  | 3  | 17 | 17 | 43 | -26  |
| 14   | Red Star P                          | 43  | 26 | 5  | 2  | 19 | 17 | 55 | -38  |

|  | Qualification pour le Caribbean Club Shield 2020                                     |
|  | Relégation en Régionale 2                                                            |
|  | T : Tenant du titre C : Vainqueur de la Coupe de Guadeloupe P : Promu de Régionale 2 |

## Bilan de la saison
| Championnat de Guadeloupe de football 2018-2019 |                                       |
| Champion                                        | Amical Club Marie-Galante (1er titre) |
| Coupes et trophées                              |                                       |
| Vainqueur de la Coupe de Guadeloupe 2018-2019   | L'Étoile de Morne-à-l'Eau             |
| Qualifications continentales                    |                                       |
| Caribbean Club Shield 2020                      | Amical Club Marie-Galante             |
| Promotions et relégations                       |                                       |
| Promus en Division d'Honneur                    | Jeunesse Évolution                    |
| Promus en Division d'Honneur                    | JS Vieux-Habitants                    |
| Promus en Division d'Honneur                    | RC Basse-Terre                        |
| Relégués en Promotion d'Honneur régionale       | L'Étoile de Morne-à-l'Eau             |
| Relégués en Promotion d'Honneur régionale       | Siroco Les Abymes                     |
| Relégués en Promotion d'Honneur régionale       | Red Star                              |